# Triatoma eratyrusiformis
Triatoma eratyrusiformis  es un insecto heteróptero y hematófago perteneciente a la subfamilia Triatominae.A esta especie se la conoce también por Mepraia eratyrusiformis,estando su posición taxonómica actualmente en debate.La especie fue detectada solamente en la región centro y norte del oeste de Argentina, desde las provincias de Catamarca y Tucumán al norte, hasta las provincias de Neuquén y Río Negro al sur. Es una especie de importancia epidemiológica, ya que es un vector de la Enfermedad de Chagas, producida por la infección de Tripanosoma cruzi. Esta especie se diferencia de otras similares porque tiene las patas oscuras y el pronoto puntigudo (ver la figura).

Aspectos distintivos de la especie Triatoma eratirusiformis.

## Hábitat
T. eratyrusiformis es común en ambientes silvestres, en nidos de aves, pircas y troncos secos, aunque también se la encuentra en ambientes  peridomiciliarios (gallineros y corrales de cerdo, cabras u ovejas) y domiciliarios (se acercan por la luz o son transportadas pasivamente, por lo que se la considera una especie intrusiva domiciliaria).